# Hans Boeckh-Behrens
Hans Boeckh-Behrens (ur. 27 listopada 1898 w Wernigerode, zm. 13 lutego 1955 w Woikowo)  – generał porucznik Wehrmachtu.
Boeckh-Behrens służył jako oficer w I wojnie światowej. Po wojnie wstąpił do Reichswehry i służył jako dowódca i oficer sztabowy w różnych jednostkach. Podczas II wojny światowej dowodził 32 Dywizją Piechoty.
Zmarł 13 lutego 1955 w obozie jenieckim Woikowo pod Moskwą.

## Odznaczenia
- Krzyż Żelazny (1914) 
  - II klasa
  - I Klasa
- Odznaka za Rany (1918)
- Medal za Kampanię Zimową na Wschodzie 1941/1942 (1942)
- Krzyż Niemiecki w złocie (1943)
- Krzyż Rycerski (1944)